# 杜君英
杜君英（1667年—1721年），清代台灣民變領導人，朱一貴部將之一。

## 生平
杜君英先祖來自中國廣東省潮州府海陽縣，其父親在明朝崇禎年間曾出仕，其後死於明末的大亂。杜君英自幼喪父，而由母親撫育長大，其性率直、英勇且有膂力。
康熙四十六年（1707年），杜君英渡海前往臺灣拓墾，除了向新白寺(可能為新北勢，今屏東縣內埔鄉豐田村)一地的郭、王二姓秀才租佃田地耕種，還替檳榔林（今屏東縣內埔鄉義亭村）的管事施仁向佃戶們收田租。康熙五十九年，賈羅舍（傀儡社）的通事黃連以杜君英私砍他的山林樹木為由，狀告杜君英，杜君英遂逃至檳榔林躲藏。

### 起事
康熙六十年，閩人柯妹以官府折現徵糧擾民為由，勸說杜君英豎旗起事，又答應替杜君英聚眾招攬。杜君英遂於三月十日舉「清天奪國」旗幟起事於內山。起事之後，杜君英在新園、下埤頭（今高雄市鳳山區）一帶迅速地聚集了龐大的部眾。相較朱一貴在面對清軍多逡巡不前，杜君英從赤山（今高雄市鳥松區）、鳳山（今高雄市左營區）一路所戰皆捷，最後攻入臺灣府城（今臺南市中西區）。

### 權鬥
杜君英和朱一貴先後引兵攻陷臺灣府，之後兩人發生了權力的鬥爭。杜君英的部眾多有原籍福建漳州、泉州二府的墾民。然而當杜君英以其功大，倡議立其子為王時，此時以閩籍勢力占多數的朱、杜起事集團卻擁立同為閩籍的朱一貴為王。而杜君英身為起事集團南路軍的首領，僅受封為二十七名國公之一，對比朱一貴部卻有未曾作戰而僅請託人情即可封國公者。起事集團內的閩籍勢力對潮州人杜君英的壓抑，導致了集團內部粵籍將領的不滿。
朱一貴在在和李勇、郭國正等密謀後，朱一貴以整肅軍紀為由，聯合集團內的閩籍將領圍剿杜君英，導致杜君英兵敗赤崁樓下，率眾北逃。
杜君英率眾北逃後，初敗走虎尾溪，後至貓兒干（今雲林縣崙背鄉）。最後杜君英和其子又逃回羅漢門（今高雄市內門區），躲藏於山中。
康熙六十年九月，清軍派陳福壽以不殺為諾，誘降杜君英。杜君英和其子杜會三遂俱出而降於清軍。康熙六十年十月，杜君英和其子杜會三被遞送北京，其後都被斬首。

## 杜君英衣冠塚與大和庄義勇公祠
杜君英敗後，其殘餘勢力逃至番仔厝大和庄（今屏東縣內埔鄉東勢村大和社區）定居，並稱該庄為杜君英庄。後因隘寮溪氾濫，部分村民遷徙到新杜君英庄(位於今屏東縣內埔鄉中林村)居住，原杜君英庄則改稱「舊杜君英庄」，並在其地為杜君英立衣冠塚。墓碑上書「逆杜君英庄界」，且在「杜」字上方多加一點，以示淚痕，暗示杜君英一生無限的委屈，而碑前尚有題字：「浩浩乾坤立豐碑，莫以勝敗論英雄。」

## 註解
1. ↑  《臺灣割據志》，（臺北：臺灣銀行經濟研究室，臺灣文獻叢刊第1種），「...英父某，仕莊烈帝，死於明季亂。英時幼，母抱而遁，來往於臺地。長而膂力絕人，常傷中國陸沉，因事而殺縣令，入山中而聚兵...」。
2. ↑  《臺灣割據志》，（臺北：臺灣銀行經濟研究室，臺灣文獻叢刊第1種），「...君英勇而寡謀；李勇有將才，然有沉湎癖；汪飛虎其勇無敵，而性懆智淺；國基、君論、福壽有才學而見機遲；其餘碌碌不足數。恐大事終不成矣...」。
3. ↑  〈朱一貴謀反殘件〉，《臺案彙錄己集》，（臺北：臺灣銀行經濟研究室，臺灣文獻叢刊第191種）。
4. ↑  朱一貴在岡山面對清將周應龍時，入山躲進村庄裏，而留杜君英部的楊來、顏子京獨自和清兵交戰。在赤山的時候，亦等杜君英部渡河靠攏後，方始會攻清軍。臺南之役，也是杜部先攻進臺南。
5. ↑  〈答道府論陳福壽入山書〉，《東征集》，（臺北：臺灣銀行經濟研究室，臺灣文獻叢刊第12種），「...彼（杜君英）當倡亂之初，聲勢猖獗，更甚于朱一貴。比及陷郡，欲與一貴爭王，迨後吞併相攻，敗走虎尾溪，其眾尚四五萬...」。
6. ↑  覺羅滿保，〈題義民效力議敘疏〉，《重修鳳山縣志十二》（臺北：臺灣銀行經濟研究室，臺灣文獻叢刊第146種），「六十年四月二十二日，賊犯杜君英等在南路淡水檳榔林招夥豎旗搶劫新園，北渡淡水溪侵犯南路營，多系潮之三陽及漳、泉人同夥作亂。」
7. ↑  〈義勇公祠 – 杜君英國公事略〉，「…閩黨勢大，而奉朱一貴為王…」。
8. ↑  鄭維熀作供說其未曾與清軍作戰，請託太師往見朱一貴，即可受封為國公。張看作供也說未曾和清軍作戰過，朱一貴要請其攻打北淡水，就封他為平北國公。可參考〈朱一貴謀反殘件〉。
9. ↑  《重修鳳山縣志》，（臺北：臺灣銀行經濟研究室，臺灣文獻叢刊第146 種），「粵黨以入府無所獲，且亂自粵莊始，而一貴非粵產，因有異謀」。
10. ↑  《臺灣采訪冊》，（臺北：臺灣銀行經濟研究室，臺灣文獻叢刊第55種），「...朱一貴之亂，有偽封國公杜君英者，粵之潮洲人也。其旗賊眾最雄，閩之賊俱忿恨之。於是，合眾攻君英。諺有云：十八國公滅杜是也...」。
11. ↑  從〈朱一貴謀反殘件 〉的口供可知，如江國論、胡君用、鄭文遠、林璉、鄭元長等都原為杜君英集團的將領，其後都反帶兵追擊北逃的杜君英。其中江國論、胡君用為漳州平和縣人，而鄭文遠、林璉、鄭元長等是江國論或是戴穆所招募。
12. ↑  〈答道府論陳福壽入山書〉，《東征集》，（臺北：臺灣銀行經濟研究室，臺灣文獻叢刊第12種），「...敗走虎尾溪，其眾尚四五萬。王師入郡三日，彼尚有八千人屯踞貓兒干...」。
13. ↑  〈檄諸將弁大搜羅漢門諸山 〉，《東征集》，（臺北：臺灣銀行經濟研究室，臺灣文獻叢刊第12種），「...舊逃之偽國公陳福壽、杜君英、江國論等十數賊目，亦俱招納歸降...」
14. ↑  〈檄施恩陳祥諭撫杜君英〉，《東征集》，（臺北：臺灣銀行經濟研究室，臺灣文獻叢刊第12種），「...本鎮言出如山，要殺便殺，不殺便是不殺，谿達爽快，可對天日。若詐誘人降而復殺之以為功，此不肖小夫之所為，而謂本鎮為之乎...」。